# 黑尔戈兰号战列舰
黑尔戈兰号战列舰是德意志帝国海军四艘黑尔戈兰级无畏战列舰的首舰。其设计代表了对前级拿骚级的渐进式改良，包括将主炮的口径从280毫米增加至305毫米。它的龙骨自1908年12月24日开始在基尔的霍瓦尔特船厂铺设龙骨，至1909年9月25日下水，并于1911年8月23日正式入役。
与公海舰队的大多数战列舰一样，黑尔戈兰号在第一次世界大战期间针对英国皇家海军所参与的行动有限。它曾作为第一侦察集群的大巡洋舰的掩护部队参加了数次进入北海但毫无结果的扫荡。在波罗的海对抗俄罗斯帝国海军时，黑尔戈兰号也承担了一些有限的职责，包括在1915年8月的里加湾海战中担任支援部队的一份子。黑尔戈兰号同样参加了1916年5月31日至6月1日爆发的日德兰海战，尽管它位居德国战列线的中心，却没有像领头的国王级和皇帝级舰只那样投入激战。战后，黑尔戈兰号被割让予英国，至1920年代初拆解报废。其作为舰艏饰的纹章则被保留了下来，现存于德累斯顿的联邦国防军军事史博物馆。

## 建造及装备
黑尔戈兰号战列舰是由德意志帝国海军以“齐格弗里德代舰”（Ersatz Siegfried）作为合同代号进行订购，以替代老旧的岸防舰齐格弗里德号。建造合同被授予基尔的霍瓦尔特船厂，生产编号为500。其龙骨自1908年12月24日开始龙骨铺设，并在不到一年时间后、即1909年9月25日下水。在下水仪式上，由奥古斯塔·维多利亚皇后的胞弟恩斯特·金特公爵发表演说，并由公爵夫人多罗特娅主持为舰只授予对威廉皇帝运河的防御具有重要战略意义的近海岛屿黑尔戈兰之名。舾装工作，包括舰艛的完善和武器装配则一直持续至1911年8月。同年8月23日，黑尔戈兰号被正式编入公海舰队服役，此时距离开工尚不足三年。
黑尔戈兰号的全长为167.2米，舷宽28.5米，有8.94米的吃水，满载排水量为24700吨。它由三台四缸直立三胀往复式蒸汽机提供动力，最高速度可达20.8節（38.5每小時）。舰只可贮存3200吨燃煤，允许其以10節（19每小時）的速度续航5,500海里（10,200）。1915年以后，随着锅炉经过燃油改造，该舰还可额外携带最高197吨重油。其标准船员编制为42名军官及1071名水兵。
黑尔戈兰号装备的主炮为分布在六座双联装炮塔中的十二门305毫米50倍径速射炮。其中舰艏、舰艉各一座，两边舷侧各两座。副炮系统则由十四门安装在上甲板炮廓内的150毫米45倍径速射炮、以及用于防御鱼雷艇的十四门88毫米45倍径速射炮组成。1914年后，有两门88毫米炮被移除，并由两门88毫米高射炮取代。此外，舰只还武装有六具500毫米水下鱼雷发射管；舰艏、舰艉和两边舷侧各一具。黑尔戈兰号的主装甲带在中央堡垒内有300（12英寸）厚，采用克虏伯生产的渗碳装甲。其主炮炮塔在两侧和正面也由相同厚度的渗碳装甲覆盖，覆盖范围还包括支撑炮塔的炮座。黑尔戈兰号的甲板厚度为63.5（2.50英寸）。

## 服役历史
入役后，黑尔戈兰号便在第一战列分舰队取代了前无畏舰汉诺威号的位置。1912年2月9日，黑尔戈兰号的船员们打破了德国人的装煤记录，在两小时内完成1100吨燃煤的装载；此前的纪录是由波森号战列舰的船员所保持。德皇威廉二世颁布政令向船员们表示祝贺。同年3月，舰队训练演习在北海举行，11月又举行了另一轮演习。在11月的演习中，公海舰队还分别在斯卡格拉克和卡特加特海峡进行了训练。下一年的训练模式与此类似，但还安排了一次前往挪威的夏季巡航。
1914年7月10日，黑尔戈兰号离开亚德河口参加前往挪威的年度夏季训练巡航。7月12日，该舰队与几艘德国U艇在斯卡恩集结，演练鱼雷艇攻击、单舰机动和探照技术。公海舰队于7月18日抵达松恩峡湾，但黑尔戈兰号必须等到午夜过后，才由一名领港员带领它进入峡湾的封闭水域。该舰在博霍尔门与战列舰腓特烈大帝号、小巡洋舰马格德堡号和皇家游艇霍亨索伦号会合。同一天，黑尔戈兰号通过一艘挪威煤船补给了1250吨燃煤。翌日清晨，该舰及其姊妹舰奥尔登堡号一同返回德国，两艘舰于7月22日上午抵达。8月1日晚，黑尔戈兰号舰长向全体船员宣布，德皇已下令海军准备与俄罗斯帝国海军交战。

### 第一次世界大战
第一次世界大战爆发后，黑尔戈兰号被编入第一战列分舰队的第一支队。它于8月9日驻扎在重兵把守的旺格岛附近。由巡洋舰、鱼雷艇和潜艇组成的警戒线以及雷区也在当地部署，以保卫威廉港的安全。黑尔戈兰号的引擎在整个驻扎过程中都维持运转，以便随时待命。四天后，即8月13日，黑尔戈兰号返回威廉港装载燃料。翌日，海军预备役人员开始陆续抵达，为德国战列舰补充战时装备。
1914年8月28日，北海的首次重大海军行动——黑尔戈兰湾海战爆发。黑尔戈兰号再被派驻旺格岛外围。尽管接近战场，但它并没有被派去帮助受困的德国巡洋舰，因为它不能冒险在没有支援的情况下攻击可能更强大的英国军队。相反，该舰受命抛锚，以等待图林根号的驰援。至04::30，黑戈兰接到与东弗里斯兰号会合的命令，进而驶离港口。05:00，两艘战列舰与遭到重创的小巡洋舰女性之赞号和斯德丁号相遇。至07:30，这几艘舰已返抵港口过夜。三天后，即8月31日，黑尔戈兰号驶入旱坞进行维护。9月7日下午，黑尔戈兰号又与公海舰队余部展开了一次前往黑尔戈兰主岛的巡航训练。

#### 突袭斯卡布罗、哈特尔浦及惠特比

公海舰队于12月16日上午的部署

1914年12月15－16日，黑尔戈兰号参加了第一次主要舰队行动，对斯卡布罗、哈特尔浦及惠特比实施突袭。这次袭击是由海军少将弗朗茨·冯·希佩尔麾下第一侦察集群的大巡洋舰群所主导；黑尔戈兰号与公海舰队的其余无畏舰则在远程提供掩护。时任公海舰队总司令的海军上将腓特烈·冯·英格诺尔决定在北海中部，即斯卡布罗以东约130海里（240）处驻扎。
英国皇家海军此时已从不久前搁浅的马格德堡号小巡洋舰上截获了德军的电码本，意识到有项行动正在进行，但不确定德国人将在何处发动袭击。为此，英国海军部下令派出戴维·贝蒂率领的第1战列巡洋分舰队、六艘战列舰组成的第2战列分舰队，以及若干巡洋舰和驱逐舰，试图对德国大巡洋舰实施拦截。然而，贝蒂的特遣部队却几乎一头扎进了公海舰队的主力舰群中。6:20，贝蒂的驱逐舰阵幕与德国的V155号鱼雷舰发生接触。这导致英国驱逐舰与德国巡洋舰频繁在超近距离中展开了长达两小时的混战。在首轮交锋中，黑尔戈兰级战列舰距离六艘英国无畏舰仅有不到10海里（19），这是极佳的射程范围，但在黑暗中，无论是英国或德国指挥官均未察觉到对方舰队的虚实。英格诺尔谨遵德皇所下达的在没有其明确批准之下不要让舰队冒险的谕令，他断定己方部队面对的整支大舰队，因此在首次交锋的10分钟后，便下令向左转舵往东南方向航行。转舵因持续交火而延误，但还是在6:42完成。在随后大约40分钟的时间里，两支舰队是以平行的航线行驶。至7时20分，英格诺尔下令进一步向左转舵，将他的舰队驶回德国水域。
1915年1月17日，英格诺尔命令黑尔戈兰号回到码头实行进一步的维护，但由于难以通过威廉皇帝运河的船闸，它直到三天后才进入旱坞。至1月中旬，黑尔戈兰号离开码头；它的泊位随即被罗恩号大巡洋舰所填补。2月10日，黑尔戈兰号随第一分舰队余部从威廉港驶向库克斯港，但大雾阻碍了行动达两天之久。之后，这些舰只锚泊在布伦斯比特尔，继而穿越威廉皇帝运河到达基尔。船员们于3月1日进行了主炮和副炮的炮术训练以及鱼雷射击练习。第二天晚上，他们又进行了夜战训练。3月10日，第一分舰队再次通过船闸返回威廉港；但大雾再度延缓了进展，这些舰只直至3月15日才抵达港口。

#### 里加湾海战
1915年8月，黑尔戈兰号与其三艘姊妹舰以及四艘拿骚级战列舰被编入一支特遣部队，负责掩护进军里加湾。由希佩尔指挥的这支德国特遣区舰队还包括冯·德·坦恩号、毛奇号和塞德利茨号，几艘小巡洋舰，32艘驱逐舰和13艘扫雷舰。行动计划要求扫荡俄国雷区的通道，以便歼灭包括前无畏舰光荣号在内的俄国海军驻扎力量。然后，德国人会布设自己的雷区，以阻止俄国舰船返回海湾。在整个行动期间，黑尔戈兰号与公海舰队的其它大部分大型舰船都停留在海湾之外。无畏舰拿骚号和波森号于8月16日被派去护送扫雷舰并摧毁光荣号，但它们未能击沉这艘旧战舰。三天后，俄国雷区已被清除完毕，区舰队于8月19日进入海湾，但协约国潜艇在该地区出没的报道促使德国人于次日从海湾撤出。

#### 日德兰海战

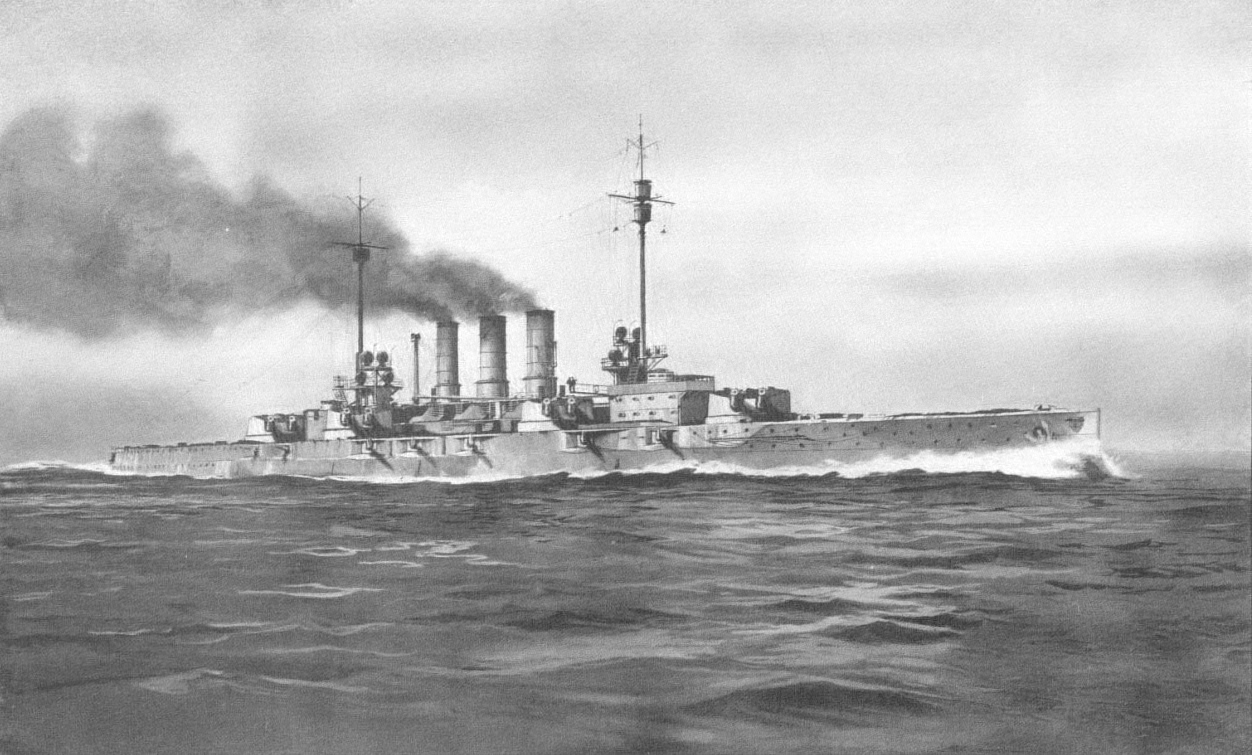
由英国海军绘制的识别图，显示黑尔戈兰号的主炮转向右舷

在时任舰长、海军上校弗里德里希·冯·卡梅克的指挥下，黑尔戈兰号与其第一战列分舰队的姊妹舰一同参加了在1916年5月31日－6月1日爆发日德兰海战。在战斗的大部分时间里，第一战列分舰队都位处德国战列线的中心，紧随在海军少将保罗·贝恩克麾下的第三战列分舰队之后，但领先于弗朗茨·毛弗少将率领、由年迈的前无畏舰组成的第二战列分舰队。
黑尔戈兰号及其姊妹舰于18:00后不久便直接投入战斗。德军的阵线当时正向北航行，遇到了在早前战斗中被击瘫的英国驱逐舰涅斯托尔号和游牧民号。游牧民号遭到位处战列线前端的皇帝级舰只攻击，于18:30爆炸并沉没；涅斯托尔号于5分钟内紧随其后，被来自黑尔戈兰号、图林根号和其它几艘德国战列舰的主炮和副炮击沉。19:20，黑尔戈兰号与其它几艘战列舰又开始向厌战号开火，因后者和第5战列分舰队的其余伊丽莎白女王级战列舰一直在追击德国的大巡洋舰部队。但随着目标消失在夜色中，射击很快便停止了；黑尔戈兰号的主炮仅发射了大约20发炮弹。
至20:15，在第三次“掉头交战”中，黑尔戈兰号被一枚来自巴勒姆号或英勇号的15英寸（380）口径穿甲弹命中。炮弹击中了水线上方约0.8米高的装甲带，那里的装甲仅150毫米厚。这枚15英寸炮在撞击中破裂，但仍在舰体上撕开了一个直径达1.4米的孔洞。其碎片则洒落在舰艏左舷的150毫米炮上，但后者仍然可以发射。有大约80吨海水灌入舰内。
德国战列线于23:30完成夜间巡航编队的重组。其顺序在很大程度上被颠倒了：四艘拿骚级战列舰处于前端位置，黑尔戈兰级紧随其后，但仍领先于皇帝级和国王级。殿后位置则再度由年迈的前无畏舰占据；而遭到重创的德国巡洋舰此时已然四散。6月1日午夜前后，位德国阵线中心的黑尔戈兰级和拿骚级舰只与英国第4驱逐区舰队接触。第4区舰队临时中断战斗进行重组，但在大约1:00，它们无意中再次闯入了德国无畏舰阵中。黑尔戈兰号和奥尔登堡号向两艘领头的英国驱逐舰开火。其中黑尔戈兰号以副炮向幸运号驱逐舰发出六轮齐射，后者便在惊人的持续打击中覆灭。不久之后，黑尔戈兰号将火力转向一艘身份不明的驱逐舰，并用150毫米炮发出五轮齐射，但成效未知。英国驱逐区舰队则向德国舰群发射鱼雷，但后者们通过向右转舵向成功避开了袭击。
回到德国水域后，黑尔戈兰号与图林根号，连同拿骚级的拿骚号、波森号及威斯特法伦号在亚德湾锚区组成了夜间防御阵地。在日德兰海战期间，黑尔戈兰号仅受到轻微的损坏；它曾被一枚15英寸炮击中，但伤害很小。尽管如此，其水线装甲带上的弹孔仍需要通过旱坞进行修补。工程于6月16日完成。在战斗过程中，黑尔戈兰号共发射了63枚主炮（305毫米）炮弹，以及61枚副炮（150毫米）炮弹。

#### 后续行动
日德兰海战之后，时任公海舰队总司令的海军上将赖因哈德·舍尔认为，舰队无法突破英国海军的封锁，只有恢复无限制潜艇战才能取得成功。结果，除了1916年8月和10月两次无疾而终的的出击外，公海舰队大部分时间都停留在港口。1917年4月，黑尔戈兰号曾在离开泊位时意外撞上了正在舾装的新式大巡洋舰兴登堡号。同年10月，该舰又与奥尔登堡号一起前往阿姆鲁姆岛，迎接布雷巡洋舰丽蝇号和牛虻号，这两艘巡洋舰袭击了一支前往挪威的英国护航船队，正在返回途中。11月27日，黑尔戈兰号穿过威廉皇帝运河进入波罗的海，但并未参与占领里加湾的阿尔比恩行动。第三次也是最后一次舰队推进发生于1918年4月，但因大巡洋舰毛奇号发动机出现故障必须拖曳回港而被迫中断。
1918年10月下旬，即停战协定签署前两周，黑尔戈兰号及其三艘姊妹舰本应参加最终舰队行动。行动的设想是公海舰队将从威廉港基地全体出动，以寻找与大舰队决战；为了使德国取得更好的谈判地位，此时已升任海军元帅的舍尔意图不惜一切代价重创英国海军——尽管预计会有伤亡。然而，许多厌战的水兵却认为，这次行动将破坏和平进程并会延长战事。1918年10月29日上午，舰队接到了翌日从威廉港启航的命令。从当日晚上开始，图林根号与其它几艘战列舰上的水兵开始发动叛变。
10月30日清晨，在港口内位处图林根号身后的黑尔戈兰号船员加入了叛变。第一分舰队司令派艇前往黑尔戈兰号和图林根号，将舰上的军官接走，他们获准安全离开；然后他通知造反的水兵，如果他们不撤退，两艘舰都会遭鱼雷击沉。当两艘鱼雷艇抵达现场后，两艘战列舰均告投降；其船员被带上岸监禁。叛乱随后也蔓延到岸上；11月3日，估计有2万名水手、码头工人和平民在基尔参与抗争，试图确保被监禁的造反者获释。至11月5日，象征社会主义者的红旗已插遍除国王号外的威廉港所有主力舰上。翌日，一个水兵委员会控制了海军基地，而一列载有黑尔戈兰号和图林根号叛乱分子的火车在库克斯港被截停，他们得以从那里出逃。
战后，根据《凡尔赛条约》的条款，全部四艘黑戈兰级战列舰都被移除武装，并作为战利品向协约国投降，以取代在斯卡帕湾凿沉的主力舰。1918年11月21－22日，黑尔戈兰号前往哈维奇，以接回在当地投降的U艇船员。然后，它于12月16日被解除在役状态。至1919年11月5日，黑尔戈兰号及其姊妹舰完成从德国海军序列中除籍。黑尔戈兰号于1920年8月5日正式移交英国。它在莫克姆报废，并自1921年3月3日开始拆解。其作为舰艏饰的纹章则被保留了下来，现存于德累斯顿的联邦国防军军事史博物馆。